# Мещерский, Никита Фёдорович
Мещерский Никита Фёдорович, князь (1648 ― 1728) ― полковник, участник Русско-турецкой и Северной войн. Командир Новгородского, Псковского и Белгородского драгунских полков, Севского пехотного полка. 

## Биография
По родословной князей Мещёрских ― старший сын дворянина московского, князя Фёдора Ивановича Мещёрского. Брат архангелогородского губернатора князя С. Ф. Мещерского.
Стряпчий (1675/76), стольник (1679/80―1701), участвовал в Троицком походе (1682) царей Петра и Ивана Алексеевичей, вологодский воевода (1698―1701). Участник Русско-турецкой войны: ротмистр 3-й роты стряпчих и воевода в ертауле Большого полка боярина и воеводы А. С. Шеина в Азовском походе (1696).
Участник Северной войны: в 1701―1704 командовал Новгородским и Псковским драгунскими полками в Ингерманландии и Эстляндии; в 1704―1710 командовал Белгородским драгунским полком, участник подавления восстания Булавина; в 1711―1714 командовал Севским пехотным полком.   
После разгрома армии Петра Первого под Нарвой (1700) боярин князь Б. А. Голицын формировал новые полки русской армии. По разбору Голицына в 1701 в Москве кн. Н. Ф. Мещерский из стольников «написан в полковники, и определён к новоприборному драгунскому полку, и послан в Новгород» ― произведён в полковники и назначен полковым командиром драгунского полка своего имени, сформированного из копейщиков, рейтар и из недорослей замосковных и заокских низовых городов: в 1701―1704 полк действовал в Ингерманландии и Эстляндии; в 1705 ― в Курляндии, затем в Польше и Украине; в 1709 ― под Полтавой; в 1711 – участвовал в Прутском походе; в 1702 командиром полка назначен князь Г. С. Волконский; в 1703 ― полковник Н. Ю. Ифлянт; с 1708 ― Новгородский драгунский полк. 
Сдав Новгородский драгунский полк кн. Г. С. Волконскому, кн. Н. Ф. Мещерский в 1702 был определён полковником драгунского полка полковника князя Василия Алексеевича Вадбольского, и со смертью князя в 1703 принял командование полком: полк сформирован в Москве в 1701 комиссией кн. Б. А. Голицына под командованием стольника и полковника Фёдора Аристовича Новикова (1701―1702): отдан под командование кн. В. А. Вадбольского (1702―1703); отдан под командование кн. Н. Ф. Мещерского (1703―1704); отдан под командование полковника Н. Ю. Ифлянта (1704); с 1706 ― Псковский драгунский полк; в 1701―1704 полк действовал в Ингерманландии и Эстляндии; в 1709 ― под Полтавой; в 1711 ― участвовал в Прутском походе.
В 1704 кн. Н. Ф. Мещерский «отпущен был для лечения к Москве». В том же ― 1704, послан в Белгород полковым командиром сформированного в том году из служилых людей Белгородского разряда драгунского полка своего имени, с 1706 ― Белгородского драгунского полка: в 1707―1708 полк участвовал в подавлении Булавинского восстания, затем находился в Белгороде «у провиантских дел»; в 1709 участвовал в Полтавском сражении; в 1714 ― расформирован. По сказке кн. Н. Ф. Мещерский командовал Белгородским драгунским полком с 1704 по 1710, а в 1710 сдал полк ген.-майору Ф. В. Шидловскому. В библиографии известен «Список драгунского строя полка полковника кн. Никиты Фёдорова Мещерского, каков ему дан в прошлом 1707 г. в Киеве», датированный 15 марта 1709 года и поданный в Разряд капитаном Семёном Хотяинцовым, который был в том полку «за майора». В сказке самого капитана Семёна Минина Хотяицева полк назван Белгородским драгунским полком: сформирован в 1704 в Белгороде в корпусе белгородского воеводы кн. И. М. Кольцова-Масальского; в 1707 переведён в Киев в команду киевского губернатора кн. Д. М. Голицына; в 1708 участвовал в Донской кампании в команде лейб-гвардии майора кн. В. В. Долгорукова; в 1709 участвовал в Полтавском сражении в командре ген.-майора Ф. В. Шидловского, который командовал полком с 1709 по 1711 год; в 1711 тот полк раскасован. В сказке С. М. Хотяинцев князя Н. Ф. Мещёрского не упоминает. Однако, драгунский полк кн. Н. Ф. Мещерского показан в числе полков, а сам князь ― в числе полковых командиров, которым было велено стоять под командой лейб-гвардии майора кн. В. В. Долгорукова, посланного 28 апреля 1708  «командиром» на Украину.
В 1710 отпущен в Москву и находился в отпуске. В 1711 отправлен в Киев и определён полковником несшего гарнизонную службу Севского пехотного полка. По офицерской сказке князя не ясно, командиром какого полка он был назначен. Возможно, гарнизонного полка подполковника Я. Л. Постельникова: сформирован в Севске в 1703 думным дворянином Семёном Протасьевым Неплюевым из служилых людей городов Севского разряда как «новоприборный» солдатский подполковника Якова Лукича Постельникова полк; с 1706 ― Севский жилой солдатский полк; в 1708 полк участвовал в подавлении Булавинского восстания в команде бригадира Ф. В. Шидловского; в 1711 ― в разгроме Новой Сечи; с 1711 ― полк был под командованием того же Я. Л. Постельникова, пожалованного в чин полковника за взятие Новой Сечи; по сказке Постельникова, полк расформирован в 1713.  По сказке князя Мещерского его полк был расформирован в 1714 в Санкт-Петербурге. В библиографии Севский пехотный полк  отождествляется с Московским выписным Севским жилым стрелецким полком стольника и полковника Данилы Никитича Юдина, несшего гарнизонную службу в Украине, в котором с 1695 по 1701 год служил подполковник Я. Л. Постельников. Однако, на основании офицерских сказок можно полагать, что это были разные воинские части, и полк Д. Н. Юдина к 1703 г. был расформирован. 
О службе в Кивеве в полку князя Н. Ф. Мещерского в 1710―1713 годах показали в своей сказке капитан князь Григорий Михайлович Засекин и капитан Игнатий Фёдорович Костомаров, который писал: «повелено мне быть в Киевской губернии у господина губернатора князя Д. М. Голицына в полку полковника госполина князя Мещерского. И при том полку при команде был у господина генерала И. И. Бутурлина, и управлял я три года за майора. И был во многих походах и в партиях против хана крымского и Белгородской орды, и в Каменном Затоне, и во взятье Сечи против воров запорожских казаков. А в [1713] оный полк взят в Санкт-Петербург и раскасован»
После расформирования Севского пехотного полка кн. Н. Ф. Мещерский в 1714 был «отпущен в Москву». По смотру 21 января (1 февраля) 1716 определён к гарнизонной службе.
Помещик Алексинского, Белёвского, Венёвского, Вяземского, Коломенского и Шацкого уездов. Жена ― Анна Федотовна, урождённая Раевская (? ― 1673), дочь Федота Андреевича Раевского, сына серпуховского дворянина Андрея Федотовича Раевского (ум. до 1631), двоюродного племянника дворянина московского Лаврентия Михайловича Раевского (ум. 1651/52). Брак бездетен. Имение наследовал брат Семён.